# Berzeviczy Albert (politikus)
Berzeviczei és kakaslomniczi Berzeviczy Albert (Berzevice, 1853. június 7. – Budapest, 1936. március 22.) magyar politikus, történetíró, a Magyar Tudományos Akadémia elnöke 1905-től 1936-ig, 1923-tól 1936-ig a Kisfaludy Társaság hatodik elnöke, a Magyar Olimpiai Bizottság első elnöke.

## Élete

### Származása
Az ősrégi nemesi származású berzeviczei és kakaslomniczi Berzeviczy család sarja. Édesapja berzeviczei és kakaslomniczi Berzeviczy Tivadar (1817–1889), királyi tanácsos, királyi tanfelügyelő, édesanyja Szinyey-Merse Amália (1823–1888). Az apai nagyszülei berzeviczei és kakaslomniczi Berzeviczy József (1780–1819), sárosi főszolgabíró, földbirtokos, és kolosi és cseljei Kolosy Johanna (1787–1844) voltak. Az anyai nagyszülei Szinyei Merse László (1789–1850), királyi udvari tanácsos, Sáros vármegye alispánja, követe, földbirtokos, és liptószentiváni Szent-Ivány Anna (1790–1831) voltak.
Testvérei: 
- Berzeviczy Anna Ninon (1848 – 1931) Szmrecsányi Jenő Vince felesége (meghalt 83 évesen szívizom elfajulásban Budapesten). Kassai lakosként abban az időben külföldi állampolgár volt.
- Berzeviczy Rózsa Anna (1851 – 1871) Máriássy Ferenc András felesége (meghalt húsz évesen: szívhűdés)

### Házassága és gyermekei
Berzeviczy Albert 1877. november 8-án Eperjesen feleségül vette a polgári származású Kuzmik Zsófia (Eperjes, 1858. december 22.–Bodorkisfalud, 1948. július 4.) kisasszonyt, akinek a szülei Kuzmik Sámuel (1823–1869), Sáros vármegye főorvosa, és Ludovika Kósch Kamilla (1835–1899) voltak. Fivére eperjesi Kuzmik Pál (1864–1925), a II. számú sebészeti klinika igazgatója, a Pázmány Péter Tudományegyetem orvoskara nyilvános rendes tanára, aki 1913. szeptember 26-án magyar nemességet, illetve az eperjesi nemesi előnevet szerezte adományban I. Ferenc József magyar királytól. Berzeviczy Albert és Kuzmik Zsófia frigyéből született:
- Berzeviczy Alice Zsófia Amália Kamilla (Eperjes, 1879. február 24.– Berzevice, 1879. július 29., meghalt torokgyíkban)

- Berzeviczy Edit Ninon Albertina (Eperjes, 1880. április 22.–Győr, 1957. április 25.). Férje: baró kéméndi Szalay Gábor Ágoston Ferenc (Budapest, 1878. augusztus 14.–Bodorkisfalud, 1956. február 15.), államtitkár, postavezérigazgató.[15]
- Berzeviczy Lilian (Eperjes, 1880. április 22.–Bodorkisfalud, 1956. április 21.). Férje: báró Schell-Bauschlott Ernő (Kassa, 1875. január 26.–Budapest, 1935. augusztus 24.), császári és királyi kamarás, 7. Vilmos-huszárezredes őrnagya.[16]

- Berzeviczy Albert Tivadar Pál (Budapest, Terézváros, 1885. február 18. – Berzevice  1885. március 14.) a halál oka a korabeli bejegyzés szerint: vele született gyengeség[17].

### Életpályája
A gimnázium első osztályát 1862/1863-ban magántanulóként az eperjesi állami gimnáziumban, majd 1863-tól a 2. osztálytól a kisszebeni piaristáknál, 1866/1867-ben Lőcsén, végül 1867/1868-ban a budapesti piarista gimnáziumban végezte. Jogi tanulmányait Kassán és Budapesten folytatta. A bírói államvizsgát 1874-ben tette le. 1877-ben államtudományi doktorátust szerzett. 1924-ben a budapesti egyetemen bölcsészdoktor lett.
1876-ban Sáros vármegye tiszteletbeli aljegyzőjévé választották, 1877-ben első aljegyzője, 1878-ban tiszteletbeli főjegyzője, 1880-ban pedig főjegyzője. 1878-tól 1881-ig az eperjesi jogakadémián a politikatudomány, a közgazdaságtan és a jogtörténet tanára volt.
1881-ben Eperjes országgyűlési képviselőjévé választották; a Ház és a delegáció jegyzőjeként működött, majd 1884-ben újraválasztották. 1884 októberétől a Vallás- és Közoktatásügyi Minisztériumban dolgozott mint miniszteri tanácsos, a felsőoktatást irányítva. 1885-ben Norvégiába utazott, ahol az egyetemi viszonyokat tanulmányozta. 1886 májusától címzetes államtitkár, 1887. június 10-e és 1894. június 9-e között a Vallás- és Közoktatásügyi Minisztériumban közigazgatási államtitkárként működött, 1887 és 1892 között Lőcse város országgyűlési képviselője volt. 1892-től 1905-ig Budapest VIII. kerületét képviselte, majd 1894. június 1-jével megvált államtitkári rangjától a Vallás- és Közoktatásügyi Minisztériumban.
1895. január 21-e és 1895. június 2-a között a képviselőház második alelnöke, 1895. június 2-a és 1898. október 7-e között a képviselőház első alelnöke, 1903. november 3-a és 1905. június 18-a között vallás- és közoktatásügyi miniszter volt az első Tisza-kormányban. 1910 és 1916 között Budapest II. kerületének volt országgyűlési képviselője.
1910. június 30-án a képviselőház elnökévé választották, ezt a tisztségét 1911. november 7-éig viselte, ekkor az obstrukció miatt lemondott. Pártja, a Szabadelvű Párt szétesése után ő is csatlakozott a Nemzeti Társaskörhöz, mely 1910-es párttá alakulását követően az ő javaslatára vette fel a Nemzeti Munkapárt nevet. 1917-ben bekerült a főrendiházba, ekkor képviselőségéről lemondott, majd 1927-ben az átalakult felsőházba került.
Politikai pályafutásán kívül jelentős a kultúra és a tudomány terén kifejtett működése. 1923 és 1936 között a Kisfaludy Társaság elnöke, 1932-től haláláig pedig a Magyar Pen Club elnöke volt. 1904. május 13-án a Magyar Tudományos Akadémia tiszteletbeli tagjává, 1904. december 11-én igazgatósági tagjává, majd 1905. november 27-én pedig elnökévé választották, mely tisztségét haláláig betöltötte. A bécsi és a berlini tudományos akadémia, valamint a nápolyi Accademia Pontaniana levelező tagja volt. Alapító elnöke volt az olasz-magyar kulturális kapcsolatokat ápoló Corvin Mátyás Tudományos Akadémiának, továbbá a lengyel–magyar kapcsolatok ápolását célul tűző, elsősorban irodalommal foglalkozó Magyar Mickiewicz Társaságnak. Összesen 48 kiadvány szerzője és 3 társszerzője volt. Több mint 70 magyar, német, angol, olasz lapba írt. 1930-ban Magyar Corvin-lánc kitüntetésben részesült.

## Művei

### Folyóiratcikkek
Irodalmi működését a Felvidék és Eperjesi Lapokban kezdte és a Fővárosi Lapokban és Magyar Bazárban (beszélyek) folytatta. Doktori értekezése: Rend és szabadság az igazgatásban (1877). Amikor a fővárosba tette át lakását, az Ellenőrbe és Nemzetbe irt vezércikkeket saját neve vagy B. A. jegyek alatt, amelyek közt különösen ismertté vált a köznemességről (gentryről) írott értekezései és cikkei: Képzőművészet, költészet és zene (Figyelő 1874.), A menguszfalvi völgy (Magyarországi Kárpátegylet Évkönyvei V. 1878.), Irók és műveik (Magyarország és Nagyvilág 1880.), A politika és a moral (Eperjesi evangélikus Gymnasium Értesítője 1880. külön füzetben is megjelent), Pulszky Fer. Életem és korom ismertetése (Nemzet 1882, 104.). Nyilvános felolvasásokról és közművelődési egyletekről (Uo. 1883. 59. sz.), A nyilvános előadások és felolvasások történetéből (Uo. 1884. 61. 62. sz.), Egy német diplomata a forradalom alatt: Vitzthum gróf emlékiratai (Bud. Szemle 1886.), Uti naplómból (Orsz.-Világ 1888.); egyes utirajzok és közoktatásügyi kérdéseket tárgyazó czikkek a Nemzet különböző évfolyamaiban.
Országgyűlési beszédei a naplókban és politikai napilapokban jelentek meg.

### Önállóan megjelent művek
- Rend és szabadság az igazgatásban. Eperjes, 1877
- Közművelődésünk és a harmadik egyetem. Budapest, 1894
- La question de l'éducation physique. Párizs, 1894
- Itália : útirajzok és tanulmányok. Budapest, 1899
- A középső Felvidék szerepe tudományosságunk történetében. Budapest, 1901
- Beszédek és tanulmányok. Budapest, 1905
- A Cinquecento festészete és szobrászata. Budapest, 1906
- Gróf Széchenyi István. Budapest, 1907
- Régi emlékek 1853-1870. Bp, 1907. Online
- Beatrix királyné (1458-1508). Budapest, 1908 (Magyar Történeti Életrajzok)
- A cinquecento festészete, szobrászata és művészi ipara. Budapest, 1909
- Aragoniai Beatrix Magyar Királyné életére vonatkozó okiratok. Budapest, 1914 (Magyar Történelmi Emlékek. Okmánytárak, 39.)
- A tájképfestés a XVII. században. Budapest, 1910 (A Magyar Tudományos Akadémia Könyvkiadó Vállalata)
- A természetfölötti elem Shakespeare színműveiben. Budapest, 1910
- Beatriz de Aragon, reina de Hungría. Madrid, 1910
- Béatrice d'Aragon, reine de Hongrie : 1457-1508. Budapest, 1911
- Voyageurs hongrois en Italie dans la première moitié du dernier siècle. Budapest, 1911
- Le surnaturel dans le théâtre de Shakespeare. Budapest, 1911
- Válogatott beszédek. Budapest, 1912
- Quel che s'impara dalla guerra. Róma, 1915
- Epilog a háborús előadásokhoz : a háború eddigi mérlege. Budapest, 1915
- A háború a képzőművészetekben. Budapest, 1916
- Der Kampf um die Wahrheit. Budapest, 1916
- Délen : útirajzok és tanulmányok. Budapest, 1917
- Ungarn : Land und Volk, Geschichte, Staatsrecht, Verwaltung und Rechtspflege, Landwirtschaft, Industrie und Handel, Schulwesen, Wissenschaftliches Leben, Literatur, Bildene Künste. Budapest, 1917
- I rapporti storici fra l'Italia e l'Ungheria. Róma, 1920
- Az absolutizmus kora Magyarországon : 1849-1865. Budapest, 1922
- Az ötvenes évekből : előadás. Budapest, 1923
- Nel centenario della nascita del Petőfi. Róma, 1923
- Itália : úti rajzok és tanulmányok : 1-2. köt.. Budapest, 1924
- Nel centenario della nascita di Maurizio Jókai. Róma, 1925
- Apponyi emlékkönyv. Szerk., Budapest, 1926
- Per la verita circa la storia dell'Ungheria. Róma, 1927
- Ungarn vor und nach dem Kriege. Berlin, 1927
- Örök béke és világjogrend, Budapest, 1929
- Alessandro Monti e la legione Italiana d'Ungheria, 1849 : coferenze e discorsi pronunciati a Budapest il 18 maggio 1929. Budapest, 1929
- A két Eötvös. Budapest, 1929
- Gli esuli ungheresi in Italia nella seconda meta del secolo XIX. Róma, 1932
- Az absolutismus kora Magyarországon, 1849-1865. Budapest, 1937
- Az élő és a halott multról s a jogi oktatás reformjáról. Budapest, 1946
- "Az ország belepusztul ebbe a háborúba". Berzeviczy Albert kiadatlan naplója, 1914–1920; sajtó alá rend., tan., jegyz. Gali Máté; Komp-Press, Kolozsvár, 2014
- Búcsú a Monarchiától. Berzeviczy Albert naplója, 1914–1920; sajtó alá rend., előszó, jegyz. Gali Máté; Helikon, Bp., 2015

### Nyomtatásban megjelent egyes beszédei
- Vetsey István emlékezete : Berzeviczy Albert emlékbeszéde a "Nemzeti tornaegylet" április 13-án tartott Vetsey-emlékünnepélyen. Budapest, 1901
- Horváth Boldizsár emlékezete. Budapest, 1903
- Emlékbeszéd Horánszky Nándor arczképének leleplezésénél. Budapest, 1903
- Serlegavató beszéd Gróf Tisza István emlékére. Budapest, 1924
- A Magyar Tudományos Akadémia ünnepi ülése egykori másodelnöke Kautz Gyula születésének századik évfordulója alkalmából 1929. november 25-én. Földes Bélával, Budapest, 1929
- A Berthelot Marcellin k. t. születésének századik évfordulója alkalmából a M. Tud. Akadémiában tartott elnöki megnyitóbeszéd és ünnepi előadások, Ilosvay Lajossal és Zemplén Gézával, Budapest, 1929
- A Magyar Tudományos Akadémia ünnepi közülése 1930 május 11-én. Apponyi Alberttel, Budapest, 1930
- A Magyar Tudományos Akadémia ünnepi ülése gróf Széchenyi István Hitel című műve megjelenésének centenáriuma alkalmából 1930 március 24-én. Budapest, 1930
- A Magyar Tudományos Akadémia ünnepi ülése a Szent Imre-év alkalmából 1930. május 18-án, Budapest, 1930
- A Magyar Tudományos Akadémia ünnepi ülése Kazinczy Ferenc halálának századik évfordulója alkalmából 1931. október 18-án. Budapest, 1931
- Beatrice d'Aragona. Milánó, 1931
- A Magyar Tudományos Akadémia ünnepi ülése Baksay Sándor tiszteleti tag születésének századik évfordulója alkalmából 1932. május 30-án. Ravasz Lászlóval, Budapest, 1932